# Pavel Královec
Pavel Královec (* 16. srpna 1977 Domažlice) je český fotbalový rozhodčí, který píská především 1. českou ligu. Je považován za nejlepšího českého rozhodčího současnosti, což dokládá např. vítězství v květnu 2014 v anketě KSN ČR o nejlepšího rozhodčího Gambrinus ligy 2013/14. Mezinárodní zápasy píská od roku 2005. Mezi jeho významnější akce patří světový šampionát U17 v roce 2011 v Mexiku, EURO 2012 (jako záložní čtvrtý rozhodčí), a také LOH 2012 v Londýně.
Na podzim v roce 2012 byl zařazen mezi 20 nejlepších sudích Ligy mistrů UEFA.
Stal se prvním rozhodčím, který ve fotbalové soutěži České republiky použil mizící sprej k označení postavení míče a bránících hráčů při standardních situacích (9. kolo, 26. září 2014, zápas 1. české ligy FK Teplice – 1. FC Slovácko 4:0). Tato inovace se ve fotbalovém prostředí ujala po úspěšné prezentaci na MS 2014 v Brazílii.
V prosinci 2020 vyšla informace, že se s Královcem sešel tehdejší místopředseda fotbalové asociace Roman Berbr před finálem českého poháru mezi Spartou a Libercem krátce poté, co se sešel se sparťanským sportovním manažerem Josefem Krulou. Finále poháru pak vyhrála Sparta i díky kontroverzím ohledně nevyloučení sparťanského záložníka Martina Frýdka a sporné penaltě, která rozhodla o vítězství Sparty 1:2. Pro nedůvěryhodnost byl Pavel Královec do konce kalendářního roku 2020 postaven mimo službu. Koncem května 2021 ukončuje bohatou kariéru rozhodčího.

## Statistika v Gambrinus lize
|                                                      | Zápasy | Celkem | Za zápas | Celkem | Za zápas | Reference |
| ---------------------------------------------------- | ------ | ------ | -------- | ------ | -------- | --------- |
| 2004/05                                              | 22     | 114    | 5.18     | 0      | 0.00     | [ 3 ]     |
| 2005/06                                              | 10     | 49     | 4.90     | 2      | 0.20     | [ 4 ]     |
| 2006/07                                              | 20     | 78     | 3.90     | 3      | 0.15     | [ 5 ]     |
| 2007/08                                              | 17     | 53     | 3.12     | 0      | 0        | [ 6 ]     |
| 2008/09                                              | 13     | 58     | 4.46     | 0      | 0        | [ 7 ]     |
| 2009/10                                              | 10     | 37     | 3.70     | 0      | 0        | [ 8 ]     |
| 2010/11                                              | 17     | 67     | 3.94     | 3      | 0.18     | [ 9 ]     |
| 2011/12                                              | 19     | 78     | 4.11     | 3      | 0.16     | [ 10 ]    |
| 2012/13                                              | 11     | 54     | 4.91     | 3      | 0.27     | [ 11 ]    |
| Celkem                                               | 139    | 588    | 4.23     | 14     | 0.10     |           |
| Nejsou k dispozici statistiky před sezónou 2004/2005 |        |        |          |        |          |           |